# Заочное рассмотрение дела
Заочное рассмотрение дела (заочное производство, судебный процесс в отсутствие обвиняемого) — действие суда, направленное на разбирательство гражданских дел при отсутствии ответчика или уголовных дел при отсутствии подсудимого, результатом которого становится вынесение заочного решения суда, оформленного соответствующим актом.

## В гражданском судопроизводстве
Исторически считается, что в гражданском судопроизводстве заочное судебное решение — это судебное решение, вынесенное без предшествующего состязания сторон (между истцом и ответчиком), вследствие неявки одной из этих сторон в суд. Универсальными причинами неявки ответчика чаще всего бывали убежденность в безнадежности ведения защиты, отсутствие свободного времени и незнание деталей судопроизводства при ведении сторонами дел без помощи адвоката.

### Заочное рассмотрение дела в России
Заочное производство по гражданским делам регулируется главой 22 (статьи 233—244) ГПК РФ.
Одной из проблем рассмотрения дел в гражданском процессе являлась затруднённость информационного обеспечения участников процесса, доходящая до вопиющих нарушений при вручении судебной повестки — де-факто неуведомление о суде, потеря повестки почтовой службой зачастую игнорируется судом, тогда как де-юре заочный суд возможен только если истец и ответчик доподлинно извещены о времени и месте судебного заседания, при условии, что истец давал согласие на вынесение заочного решения, а ответчик не просил суд отложить рассмотрение дела и в суд не явился.
Заочное рассмотрение гражданских дел в области психиатрии считается опасной практикой, в постановлениях Конституционного суда России отдельно подчеркнута необходимость лично выслушивать граждан в подобных процессах, заочно рассматривать подобные дела можно лишь в исключительных случаях. Особое беспокойство законодателя вызывали недобросовестные опекуны больного, причём чаще всего заявителями были родственники.
Заочное рассмотрение дела следует отличать от заочного судебного разбирательства, осуществлявшегося посредством использования сети Интернет, например, через систему «Мой Арбитр» и подобные сервисы, через которые аргументы присылались в электронном виде, но участвовали в процессе, хоть и удалённо, две стороны.
В отношениях между юридическими лицами процедура заочного рассмотрения дела зачастую неправомерно применяется в процессе рейдерского захвата, подобные действия вызывают подозрения в добросовестности суда и приставов.

## В уголовном судопроизводстве
В уголовном процессе заочное решение суда применяется в исключительных случаях, чаще в отношении лиц, находящихся вне российской юрисдикции, либо граждан России постоянно проживающих заграницей, или умерших. К примеру, Басманный районный суд Москвы вынес решение заочно арестовать имеющего двойное гражданство Игоря Коломойского, Тверской районный суд Москвы вынес заочные судебные решения по уголовному делу в отношении англичанина Уильяма Браудера и ранее умершего гражданина России Сергея Магнитского, заочно арестован Леонид Невзлин, неоднократно заочно арестовывался Борис Березовский. Результатом заочного рассмотрения дела в уголовном процессе является арест обвиняемого без участия адвоката, однако, во время рассмотрения дела, суд может назначить бесплатного государственного адвоката, например, Мосгорсуд признал законным заочное решение Басманного суда столицы, вынесенное по ходатайству следствия, в отношении Дмитрия Яроша, несмотря на возражения назначенного ему защитника по поводу того, что подсудимый, в нарушение закона, должным образом не уведомлен ни о судебном процессе над ним, ни о заочном решении суда.

## Критика
Неоднократно, в разное время и разными авторами, критиковалась практика заочного рассмотрения дел.

## Сноски
1. ↑  Энциклопедический словарь Ф.А. Брокгауза и И.А. Ефрона: «Заочное решение в гражданском судопроизводстве — судебное решение, постановленное без предшествующего состязания сторон вследствие неявки на суд одной из них, истца или ответчика».
2. ↑  Гражданский процесс: Учебник. 2-е изд., перераб. и доп. / Под ред. М.К. Треушникова. М.: ОАО «Издательский Дом “Городец”», 2007. — 784 с. ISBN 5–9584–0111–4: «Российские ученые исследовали социально-экономические и юридические причины указанного явления. Это — и убежденность ответчика в безнадежности ведения защиты, и отсутствие свободного времени для совершения необходимых формальностей, и незнание деталей судопроизводства при ведении сторонами дел без адвокатской помощи. Аналогичные ситуации сложились и в гражданском процессе США, Франции, ФРГ».
3. ↑  «Звонок к делу не подошьешь. Повестки надо присылать так, чтобы человек успел доехать до суда» Архивная копия от 9 августа 2014 на Wayback Machine «Российская газета» - Федеральный выпуск №6035 (59): «В действительности судебную бумагу (повестку) двое военнослужащих просто подсунули в щель под входной дверью квартиры, так как дома в тот момент никого не было. Вернее, был маленький мальчик - сын того человека, который должен был явиться на процесс. Вот ему "лично и в устной форме" и сообщили о повестке».
4. ↑  «Юрконсультация: Обжалование заочного решения суда» Архивная копия от 9 августа 2014 на Wayback Machine Юрконсультация агентства «Инвесткафе» от 06.03.2012: «Мой доверитель по вине почты не получил судебные вызовы в суд (на предварительные слушания), а на основное заседание вообще не приглашался. Тем не менее суд первой инстанции принял в отношении моего доверителя заочное решение».
5. ↑  «Пенсионер на пороге суда» Архивная копия от 9 августа 2014 на Wayback Machine «Российская газета» - Неделя №4934 (110) от 18.06.2009: «Адвокат объяснил ему, что на юридическом языке полученный им документ - не просто филькина грамота, а сфальсифицированное решение суда - и это "должностное преступление" судьи, поскольку неявка истцов в суд (даже по неуважительной причине!) не дает права судье фальсифицировать документы. Пенсионер узнал, что в случае неявки истца в суд Гражданский процессуальный кодекс предусматривает перенос судебного заседания на другую дату или в крайнем случае разрешает вынесение "заочного решения", т.е. в отсутствие истца. При этом даже заочное решение должно быть вынесено с согласия истца при отсутствии в судебном заседании ответчика. Однако несмотря на то что Линников являлся истцом, его никто не удосужился спросить, согласен ли он на вынесение заочного решения.».
6. ↑  Гражданский процесс: Учебник. 2-е изд., перераб. и доп. / Под ред. М.К. Треушникова. М.: ОАО «Издательский Дом “Городец”», 2007. — 784 с. ISBN 5–9584–0111–4: «Например, только надлежащее извещение ответчика дает суду право на заочное производство (гл. 22 ГПК)».
7. ↑  «Виновен заочно» Архивная копия от 9 августа 2014 на Wayback Machine «Как обезопасить себя от неожиданного судебного решения», «Российская газета» - Неделя №5438 (62) от 24.03.2011: «Заочное судебное производство возможно только в том случае, когда ответчик извещен о времени и месте судебного заседания, но в суд не явился и при этом не просил суд отложить рассмотрение дела».
8. ↑  «Игры разума» Архивная копия от 9 августа 2014 на Wayback Machine Конституционный суд запретил заочно направлять граждан в психиатрические клиники. «Российская газета» - Федеральный выпуск №4869.
9. ↑  «Быстро и незаметно» Архивная копия от 9 августа 2014 на Wayback Machine В арбитражах начинаются заочные процессы. «Российская газета» - Федеральный выпуск №5893 (220)
10. ↑  «Подозрительная торопливость» Архивная копия от 9 августа 2014 на Wayback Machine «Российская газета» - Федеральный выпуск №6152 (176)
11. ↑  «Басманный районный суд Москвы принял решение заочно арестовать Игоря Коломойского — украинского миллионера и губернатора Днепропетровской области» Архивная копия от 9 августа 2014 на Wayback Machine «Российская газета» - Федеральный выпуск №6418 (146).
12. ↑  «В Москве вынесен приговор по уголовному делу об уклонении от уплаты налогов на сумму более 500 млн рублей» Архивная копия от 29 июля 2014 на Wayback Machine «Генеральная прокуратура Российской Федерации» от 11 июля 2013.
13. ↑  «Заочник Березовский» Архивная копия от 9 августа 2014 на Wayback Machine«Российская газета» - Столичный выпуск №4434
14. ↑  «Заочный арест» Архивная копия от 9 августа 2014 на Wayback Machine «Российская газета» - Федеральный выпуск №4307: «Следствие ведь может и ошибаться в своих подозрениях. В этом случае у невиновного человека не будет даже шанса оправдаться в суде. Его арестуют заочно, поместят в следственный изолятор и будет он ожидать этапа в город, где было совершено преступление».
15. ↑  «Басманный суд Москвы заочно арестовал Дмитрия Яроша» Архивная копия от 9 августа 2014 на Wayback Machine «РГ» от 12.03.2014.
16. ↑  «На границе — задержать» Архивная копия от 15 марта 2014 на Wayback Machine «Российская газета» - Федеральный выпуск №6329 (57) от 13.03.2014: «Таким решением суд удовлетворил ходатайство следствия о заочном аресте».
17. ↑  «От суда не уйдет» Архивная копия от 9 августа 2014 на Wayback Machine «Российская газета» - Федеральный выпуск №6347 (75) от 03.04.2014